# جورج هيرميس
جورج هيرميس (بالألمانية: Georg Hermes)‏ (و. 1775 – 1831 م) هو عالم عقيدة، وفيلسوف، وأستاذ جامعي ألماني، توفي في بون، عن عمر يناهز 56 عاماً.

## روابط خارجية
- جورج هيرميس على موقع الموسوعة البريطانية (الإنجليزية)